# 614 Pia
Pia (asteróide 614) é um asteróide da cintura principal com um diâmetro de 25,81 quilómetros, a 2,4028607 UA. Possui uma excentricidade de 0,108772 e um período orbital de 1 616,96 dias (4,43 anos).
Pia tem uma velocidade orbital média de 18,13939808 km/s e uma inclinação de 7,03033º.
Esse asteróide foi descoberto em 11 de Outubro de 1906 por August Kopff.